# دوسکبراداس
دوسکبراداس (به اسپانیایی: Dosquebradas) یک سکونتگاه مسکونی در کلمبیا است که در بخش ریسارالدا واقع شده‌است.

## خصوصیات
دوسکبراداس ۲٬۷۰۵٫۸ کیلومترمربع مساحت و ۱۸۹٬۶۲۲ نفر جمعیت دارد و ۱٬۴۶۰ متر بالاتر از سطح دریا واقع شده‌است.